# Cajapió
Cajapió är en kommun i Brasilien.   Den ligger i delstaten Maranhão, i den nordöstra delen av landet, 1 500 km norr om huvudstaden Brasília. Antalet invånare är 10 632.
Runt Cajapió är det glesbefolkat, med 11 invånare per kvadratkilometer.